# PROTECT: A Benefit for the National Association to Protect Children
PROTECT: A Benefit for the National Association to Protect Children è una raccolta di beneficenza per l'organizzazione per la protezione dei bambini PROTECT.
Pubblicata dalla Fat Wreck Chords nel 2005, contiene tracce di 15 artisti punk rock, 15 delle quali inedite.
Il progetto è nato grazie alla pubblicista della Fat Wreck Chords, Vanessa Burt, e dall'editore di Verbicide magazine, Jackson Ellis, grazie anche all'aiuto del fondatore della Fat Wreck, Fat Mike.
Ogni gruppo ha donato la canzone per l'album, compresi i diritti d'autore, a PROTECT.

## Tracce
1. Demons Away - Matt Skiba (degli Alkaline Trio) - 3:06
2. Broken Heart's Disease - MxPx - 2:26
3. Indecision - Smoke Or Fire - 2:33
4. Leaving Jesusland - NOFX - 2:53
5. Mouth Breather (cover dei The Jesus Lizard) - Coalesce - 2:18
6. Building the Perfect Asshole Parade or Scratching Off the Fleas - The Falcon - 2:31
7. March 22nd Is National Quit Your Job Day - The Tim Version - 2:19
8. Minus - Joey Cape (dei Lagwagon e dei Bad Astronaut) - 3:11
9. Carrie Anne - Communiqué - 4:02
10. Cause of My Anger - Dead To Me - 2:36
11. Sound the Surrender - Darkest Hour - 3:42
12. Middle of the Night - The Soviettes - 2:15
13. Radio K - The Ergs - 1:50
14. Feminism Is For Everybody (With a Beating Heart and a Functioning Brain) - Anti-Flag - 1:18
15. Misery Loves Company - Grabass Charlestons - 2:17
16. Idle Idylist - Tim Barry  (degli Avail) - 3:25
17. Failure - The Arrivals - 2:01
18. Up To My Neck - BARS - 2:12
19. So Far Away - Teenage Bottlerocket - 3:37
20. Want (Live) - Jawbreaker - 3:22
21. Collision - Rusty Pistachio (degli H2O) - 3:44
22. Jenny - Mishaps - 2:29
23. Refrain of the A.M. - The Lovekill - 2:39
24. Tacoma - Hot Cross - 3:46
25. When a Good Friend Attacks - Western Addiction - 1:49
26. Wagon Wheel (cover degli Old Crow Medicine Show) - Against Me! - 3:40